# Haplogruppe V
Haplogruppe V ist in der Humangenetik eine Haplogruppe der Mitochondrien (mtDNA).
Haplogruppe V entstand (wie Haplogruppe H) aus der Haplogruppe HV, vermutlich vor etwa 12.000 Jahren auf der Iberischen Halbinsel. Heute ist sie mit Konzentrationen von über zehn Prozent bei den Matmata-Berbern Tunesiens, unter den Basken sowie den Samen Skandinaviens vertreten, mit geringerer Konzentration noch in den Niederlanden und den isolierten Pasiegos in Kantabrien.
In seinem populären Buch Die sieben Töchter Evas gibt Bryan Sykes der Urmutter dieser mtDNA-Haplogruppe den Namen Velda.

## Stammbaum
Dieser phylogenetische Stammbaum der Subgruppen von Haplogruppe V basiert auf einer Veröffentlichung von Mannis van Oven und Manfred Kayser und anschließender wissenschaftlicher Forschung.
- HV0a
  - V
    - V1
      - V1a
        - V1a1
        - V1a2

    - V2
      - V2a
        - V2a1
          - V2a1a

      - V2b
        - V2b1

    - V3
    - V4
    - V5
    - V6
    - V7
      - V7a

    - V8
    - V9
      - V9a